# Zavodovski Island

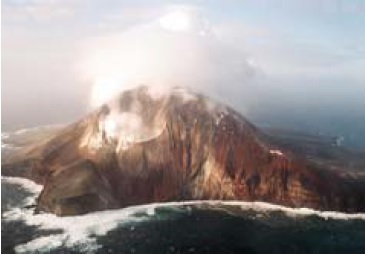

Zavodovski Island är en ö i Sydgeorgien och Sydsandwichöarna (Storbritannien). Den ligger i den östra delen av Sydgeorgien och Sydsandwichöarna. Arean är 25,0 kvadratkilometer.
Terrängen på Zavodovski Island är lite kuperad. Öns högsta punkt är 551 meter över havet. Den sträcker sig 4,4 kilometer i nord-sydlig riktning, och 3,7 kilometer i öst-västlig riktning.